# Bashundhara Kings
Bashundhara Kings is een Bengalese voetbalclub. De club speelt anno 2020 in de Bangladesh Premier League. De club is in bezit van Bashundhara Group.

## Bekende (ex-)spelers
- Daniel Colindres

## Lijst met trainers
- Augustus 2017 - november 2017: S. M. Asifuzzaman
- September 2018 - heden: Óscar Bruzón

## Erelijst
- Bangladesh Premier League: 2018-2019, 2021, 2022, 2022/23, 2023-24 (5x)
- Bangladesh Championship: 2017-2018 (1x)
- Bangladesh Federation Cup: 2019-2020, 2020-2021 (2x)
- Independence Cup: 2018-2019 (1x)